# Mildred Harnack
Mildred Elizabeth Fish, meglio nota come Mildred Harnack (Milwaukee, 16 settembre 1902 – Berlino, 16 febbraio 1943), è stata una critica letteraria, traduttrice e antifascista statunitense naturalizzata tedesca, membro di un gruppo di resistenza tedesca, giustiziata dai nazisti.

## Biografia

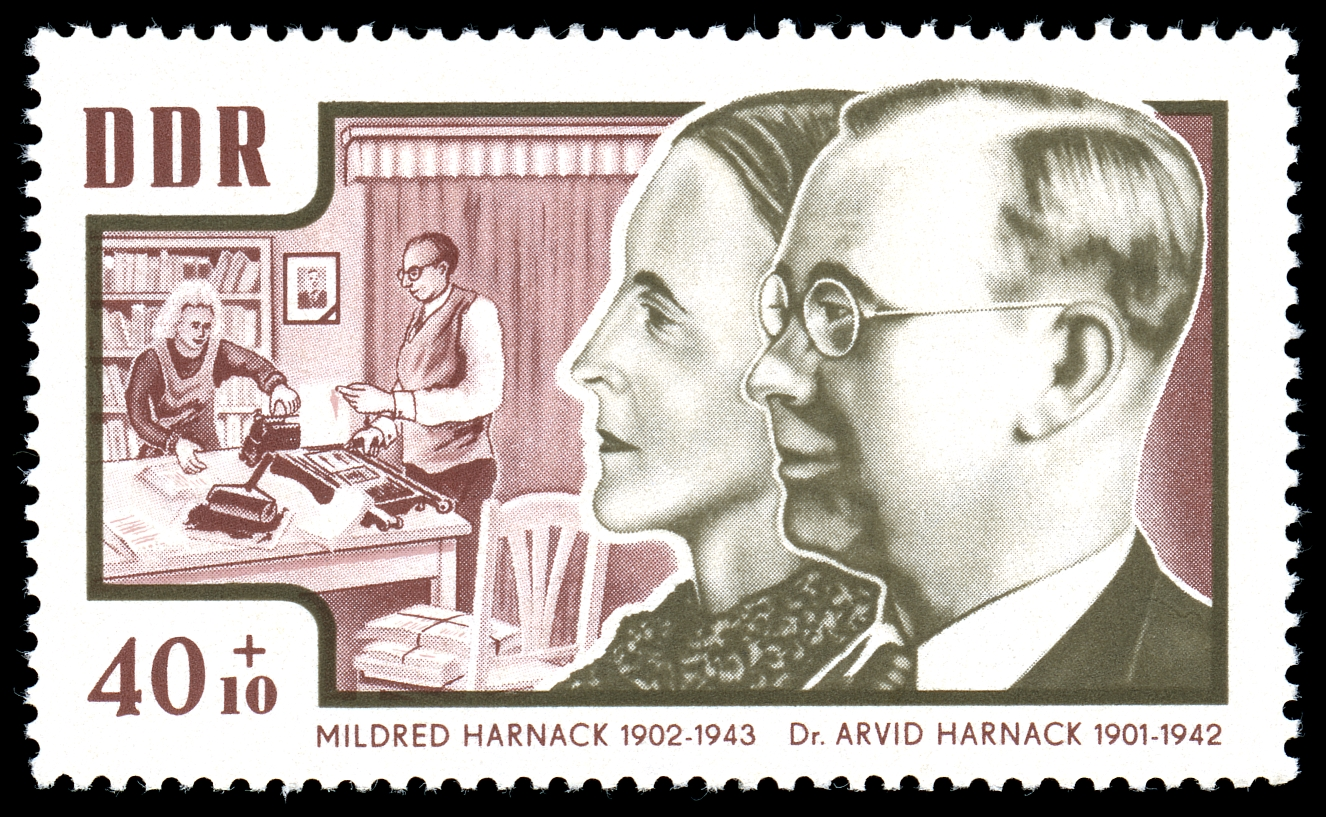
Francobollo commemorativo per Mildred e Arvid Harnack

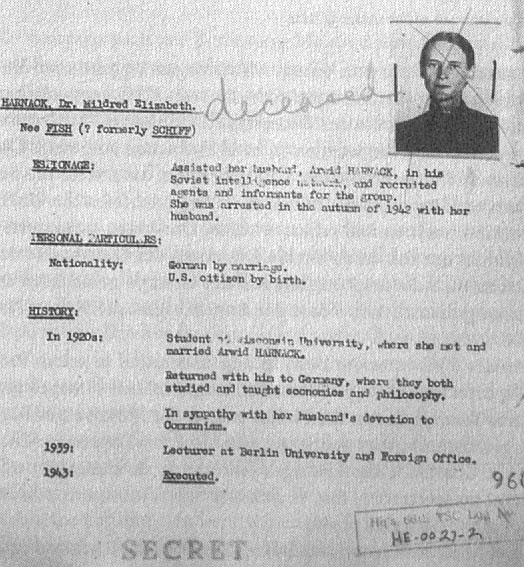
Scheda del CIC dove Mildred Harnack viene indicata come aderente all'Orchestra Rossa

Mildred Harnack era nata in una famiglia borghese del Wisconsin. Era la figlia minore di William C. Fish e Georgina Fish Hesketh. Frequentò le scuole superiori (West High) a Milwaukee, tranne l'ultimo anno alla Western High School di Washington Dopo essersi iscritta alla Georgetown University (1919), l'anno successivo si trasferì alla University of Wisconsin-Madison dove conseguì una laurea in letteratura nel 1925. Rimase all'università di Madison e nel 1926 conobbe Arvid Harnack, uno studente tedesco di economia, che si era già laureato in legge all'Università di Amburgo, ed era giunto nel 1926 all'università del Wisconsin grazie a una borsa di studio della Fondazione Rockfeller.
I coniugi Harnack si trasferirono a Berlino nel 1929. Dal 1932 al 1936 Mildred lavorò come insegnante di lingua inglese al Berliner Abendgymnasium, una scuola serale tedesca conosciuta ora come Peter A. Silbermann. Conseguì il dottorato nel 1941 alla Ludwigs-Universität di Gießen e dopo di allora lavorò come docente e traduttrice alla Deutsche Hochschule für Politik, un'università privata di Berlino, e all'Heilsches Abendgymnasium di Schöneberg.
I coniugi Harnack erano avversi al nazismo ed ebbero contatti con diplomatici stranieri per fornire informazioni sulle condizioni politiche ed economiche della Germania nazista; in particolare, Mildred avviava quelli con l'ambasciata degli USA e Arvid con l'ambasciata dell'URSS. A partire dal 1939-40 presero contatti col circolo di resistenza al nazismo di Harro Schulze-Boysen, dedito soprattutto alla pubblicazione di scritti antifascisti, che sarebbe stato indicato dalla Gestapo come parte del gruppo di spionaggio Rote Kapelle (Orchestra Rossa).
Nel luglio del 1942, il Dipartimento di decrittazione dell'Oberkommando des Heeres riuscì a decodificare un messaggio dei sovietici indirizzato al gruppo di Trepper a Bruxelles in cui si accennava al gruppo berlinese.
Arvid e Mildred Harnack vennero arrestati il 7 settembre 1942. Arvid Harnack venne condannato a morte il 19 dicembre 1942 dalla corte marziale del Terzo Reich, e giustiziato tre giorni dopo nel carcere Plötzensee di Berlino. Il 19 dicembre Mildred era stata condannata a sei anni; ma poiché Hitler in persona aveva chiesto la revisione del processo, Mildred venne condannata a morte in appello e ghigliottinata il 16 febbraio 1943.
La sua figura è citata, assieme a quella del marito Arvid, nel libro di Erik Larson Il giardino delle bestie - Berlino 1934. Mildred Harnack è tra i protagonisti del libro dell'autrice statunitense Jennifer Chiaverini Le donne dell'Orchestra Rossa.
Il fratello di Arvid Falk Harnack, anch'egli combattente della resistenza, riuscì a fuggire e sopravvisse alla seconda guerra mondiale come partigiano dell'ELAS in Grecia.
La scrittrice canadese Rebecca Donner è la pronipote di Mildred Fish Harnack, e ha pubblicato nel 2021 un libro sulla vita di quest'ultima (tradotto in italiano nel 2023), in gran parte tratto dalle lettere che sua nonna le aveva consegnato quando aveva sedici anni, con la richiesta: "Scrivi la sua storia".

## Scritti
- Mildred Harnack, Die Entwicklung der amerikanischen Literatur der Gegenwart in einigen Hauptvertretern des Romans und der Kurzgeschichte (Lo sviluppo della letteratura contemporanea americana in alcuni dei principali rappresentanti del romanzo e delle novelle), Gießen: Philosophische Fakultät der Ludwigs-Universität zu Gießen, 1941
- (DE) Mildred Harnack, Variationen über das Thema Amerika: Studien zur Literatur der USA [Variazioni sul tema America: studi sulla letteratura degli USA], Berlino, Aufbau Verlag, 1988.